# Cedral (Messico)
Cedral è una municipalità dello stato di San Luis Potosí, nel Messico centrale, il cui capoluogo è la omonima località.
La popolazione della municipalità è di 18.485 abitanti (2010) e ha una estensione di 1.185,06 km².